# Valdunciel
Valdunciel és un municipi de la província de Salamanca, a la comunitat autònoma de Castella i Lleó. Limita al Nord amb Topas, a l'Est amb Palencia de Negrilla, al Sud amb Castellanos de Villiquera i a l'Oest amb Calzada de Valdunciel, Forfoleda i Valdelosa.

## Demografia
| 1991 | 1996 | 2001 | 2004 |
| ---- | ---- | ---- | ---- |
| 138  | 123  | 106  | 103  |